# Iñaki Isasi Flores
Iñaki Isasi Flores (Arespalditza, Aiara, Àlaba, 20 d'abril de 1977) és un ciclista basc, ja retirat, professional del 2001 al 2011. Sempre va córrer a les files de l'equip Euskaltel–Euskadi. Era un ciclista ràpid, amb qualitats d'esprintador, tot i que no va aconseguir mai cap victòria com a professional. Un cop retirat va fer les funcions de director esportiu a l'equip Euskaltel–Euskadi. És fill del també ciclista Jesús Isasi Aspiazu.

## Palmarès
- 1999
  - 1r al Premi San Prudencio
  - 1r a l'Andra Mari Sari Nagusia
- 2000
  - Campió del País Basc en ruta
  - Campió del País Basc de contrarellotge
  - 1r al Premi Ega Pan
  - 1r a la San Gregorio Saria
  - 1r a la Prova San Juan
  - 1r a la Pujada a Altzo

### Resultats al Tour de França
- 2005. 122è de la classificació general
- 2006. 71è de la classificació general
- 2007. 90è de la classificació general
- 2008. 104è de la classificació general
- 2010. 115è de la classificació general

### Resultats a la Volta a Espanya
- 2003. 91è de la classificació general
- 2004. 89è de la classificació general
- 2006. Abandona (9a etapa)
- 2007. 74è de la classificació general
- 2009. 71è de la classificació general
- 2011. 71è de la classificació general

### Resultats al Giro d'Itàlia
- 2011. 63è de la classificació general